# 호산고등학교
호산고등학교(虎山高等學校)는 대한민국 대구광역시 달서구 호산동에 있는 공립 고등학교이다.

## 학교 연혁
- 2007년 12월 12일 : 호산고등학교 설립 인가 (대구광역시 의회 통과)
- 2009년 1월 20일 : 호산고등학교 교사 준공
- 2009년 3월 1일 : 윤진보 초대 교장 취임
- 2009년 3월 3일 : 제1회 입학식(남 185명, 여 185명 10학급 370명)
- 2009년 6월 30일 : 호산고 도서관 ‘호지관(虎智館)’ 개관식
- 2010년 9월 7일 : 교육과학기술부 지정 자율형 공립고등학교 선정
- 2012년 2월 8일 : 제1회 졸업식(졸업생 360명)
- 2012년 9월 10일 : 기숙사(호산학사) 신축 완공, 개사식(남 44명, 여 44명 총 88명 입사)
- 2019년 12월 16일 : 2020 고교 학점제 연구학교 선정(2020.03.01.~2023.02.28.)
- 2021년 3월 1일 : 제4대 유병택 교장 취임
- 2022년 2월 9일 : 제11회 졸업식(졸업생 247명)
- 2022년 3월 2일 : 제14회 입학식(196명)

## 참고 자료
- 호산고등학교 - 한국교육학술정보원 학교알리미